# Mark Osegueda

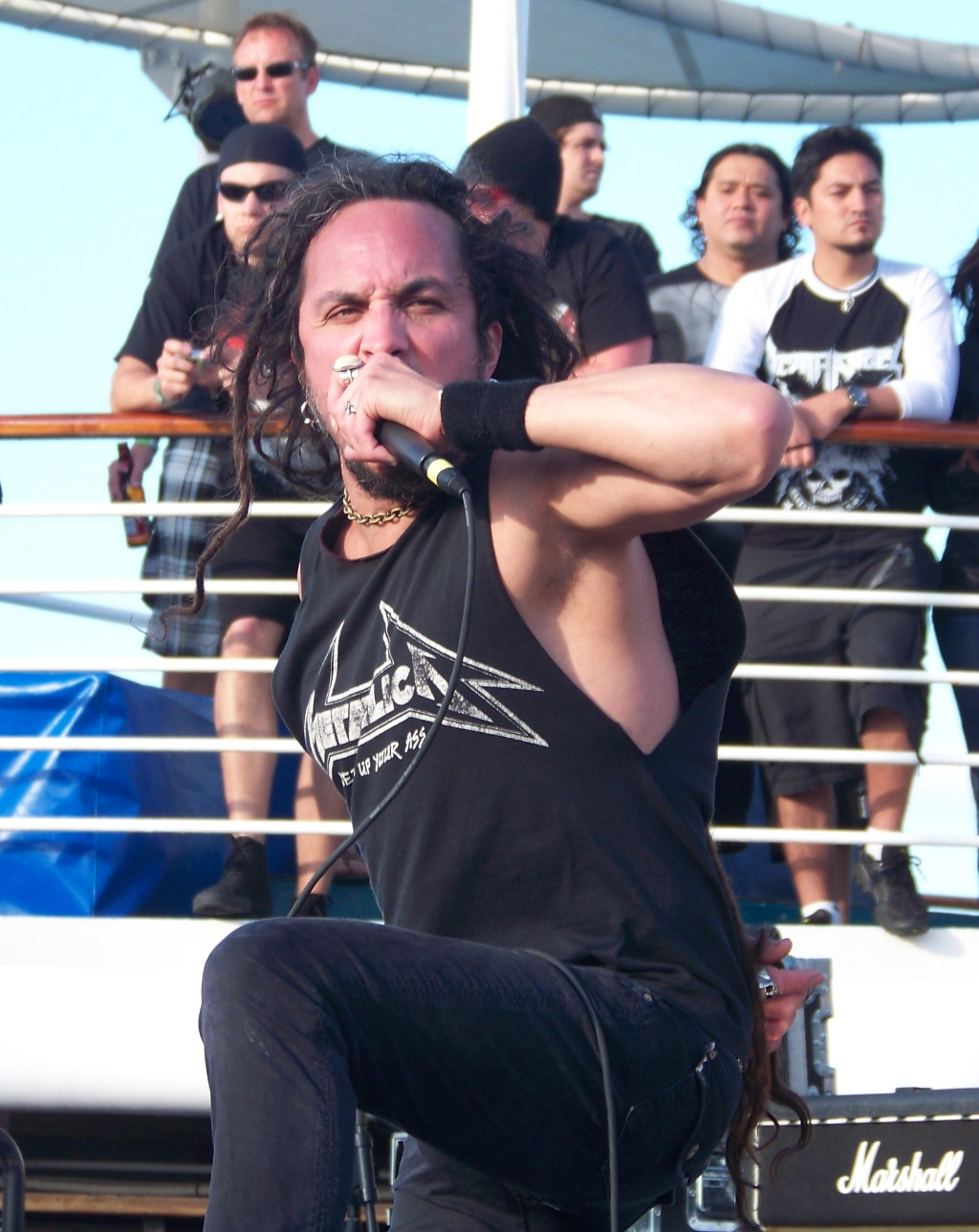
Mark Osegueda, 2007

Mark Osegueda (ur. 9 lutego 1969 w San Francisco) – amerykański wokalista i autor tekstów. Mark Osegueda znany jest przede wszystkim z występów w thrashmetalowym zespole Death Angel. Muzyk był także członkiem zespołów Silver Circus, Swarm i The Past.

## Wybrana dyskografia
- Forbidden - Twisted Into Form (1998, Century Media Records, gościnnie)[4]
- Destruction - Inventor of Evil (2005, AFM Records, gościnnie)[5]
- Nuclear Blast Allstars - Out of the Dark (2007, Nuclear Blast)[6]
- Metal Allegiance - Metal Allegiance (2015, Nuclear Blast, gościnnie)[7]

## Filmografia
- "Metal Evolution" (2011, serial dokumentalny)[8]